# 新院駅
新院駅（シヌォンえき）は大韓民国京畿道楊平郡楊西面にある、韓国鉄道公社（KORAIL）の駅。
乗り入れている路線は線路名称上は中央線であるが、当駅には広域電鉄の京義・中央線電車のみが停車する。駅番号はK131。

## 歴史
- 1965年11月15日 - 中央線の駅として開業。
- 2008年12月29日 - 旅客列車の客扱いを中止。
- 2009年12月23日 - 中央電鉄線（当時）の駅が開業、旅客営業再開。
- 2014年12月27日 - 京義電鉄線（龍山線）が孔徳駅から龍山駅まで開通し、中央電鉄線と直通を開始。同時に双方の路線名を「首都圏電鉄京義・中央線」とする。

## 駅構造
島式ホーム2面4線の地上駅。

## 利用状況
近年の一日平均利用人員推移は下記のとおり。
なお、2009年は開業日の12月23日から12月31日までの9日間の平均である。
| 路線         | 路線     | 2000年 | 2001年 | 2002年 | 2003年 | 2004年 | 2005年 | 2006年 | 2007年 | 2008年 | 2009年 | 出典  |
| ------------ | -------- | ------ | ------ | ------ | ------ | ------ | ------ | ------ | ------ | ------ | ------ | ----- |
| 京義・中央線 | 乗車人員 | 未開業 | 未開業 | 未開業 | 未開業 | 未開業 | 未開業 | 未開業 | 未開業 | 未開業 | 124    | [ 1 ] |
| 京義・中央線 | 降車人員 | 未開業 | 未開業 | 未開業 | 未開業 | 未開業 | 未開業 | 未開業 | 未開業 | 未開業 | 107    | [ 1 ] |
| 路線         | 路線     | 2010年 | 2011年 | 2012年 | 2013年 | 2014年 | 2015年 | 2016年 | 2017年 | 2018年 | 2019年 | 出典  |
| 京義・中央線 | 乗車人員 | 179    | 207    | 253    | 292    | 306    | 289    | 279    | 286    | 241    | 233    | [ 1 ] |
| 京義・中央線 | 降車人員 | 135    | 161    | 196    | 220    | 235    | 234    | 232    | 240    | 202    | 198    | [ 1 ] |
| 路線         | 路線     | 2020年 | 2021年 | 2022年 | 2023年 |        |        |        |        |        |        |       |
| 京義・中央線 | 乗車人員 | 208    | 222    | 224    | 223    |        |        |        |        |        |        |       |
| 京義・中央線 | 降車人員 | 174    | 186    | 191    | 194    |        |        |        |        |        |        |       |

## 駅周辺
- 南漢江
- 夢陽呂運亨生家記念館

## 隣の駅
韓国鉄道公社
 京義・中央線
急行
通過
緩行
両水駅 (K130) - 新院駅 (K131) - 菊秀駅 (K132)